# LASK Amateure OÖ
Il LASK Amateure OÖ, noto in passato come FC Pasching, LASK Juniors OÖ e Juniors OÖ, è una società calcistica austriaca, che ha sede nella città di Pasching, nell'Alta Austria.
Fondato nel 2007, il club milita in Regionalliga ed ha ottenuto notorietà nel mondo calcistico dopo aver sconfitto l'Austria Vienna nella finale della ÖFB-Cup 2012-2013.

## Storia

### FC Pasching
Il club è stato fondato il 16 maggio 2007, in risposta al trasferimento dell'originale ASKÖ Pasching che, il 1º giugno, cambiò nome e sede divenendo Austria Kärnten. Questa società era stata fondata nel 1946 e, dal 2002, militava stabilmente in Bundesliga. Il "nuovo" Pasching, pur essendo finanziato e sponsorizzato dall'identica società che gestiva il precedente club, la Superfund, non possiede con essa alcun legame ufficiale, ma soltanto richiami nel nome, negli stessi colori sociali e per l'uso del Waldstadion. Tuttavia non è riconosciuta dalla federazione come erede della precedente, peraltro scomparsa nell'estate 2010 a causa di difficoltà finanziarie.
Il club, fusosi in spielgemeinschaft con il Wallern, venne iscritto al campionato di Landesliga (5º livello sulla scala nazionale), vincendolo al suo esordio nella stagione 2007-2008. L'anno seguente, il Pasching si laureò campione della Oberösterreichischer Fußballverband e, come tale, venne promosso in Regionalliga, raggiungendo così il campionato nazionale. Qui, l'ascesa del club sembrava destinata a continuare, in quanto nel 2009-2010 i nero-verdi chiusero al primo posto nel raggruppamento di Regionalliga Mitte; però a causa della mancata domanda per la licenza professionistica (necessaria per l'eventuale promozione in Erste Liga) il club fu penalizzato di 13 punti e perse il diritto a disputare lo spareggio contro il Parndorf, diritto che passò al WAC/St. Andrä. In questi anni la rosa era molto esperta, potendo vantare ben due giocatori oltre i 40 anni, Josef Schicklgruber ed Eduard Glieder, oltre a 11 giocatori con più di 30 anni.

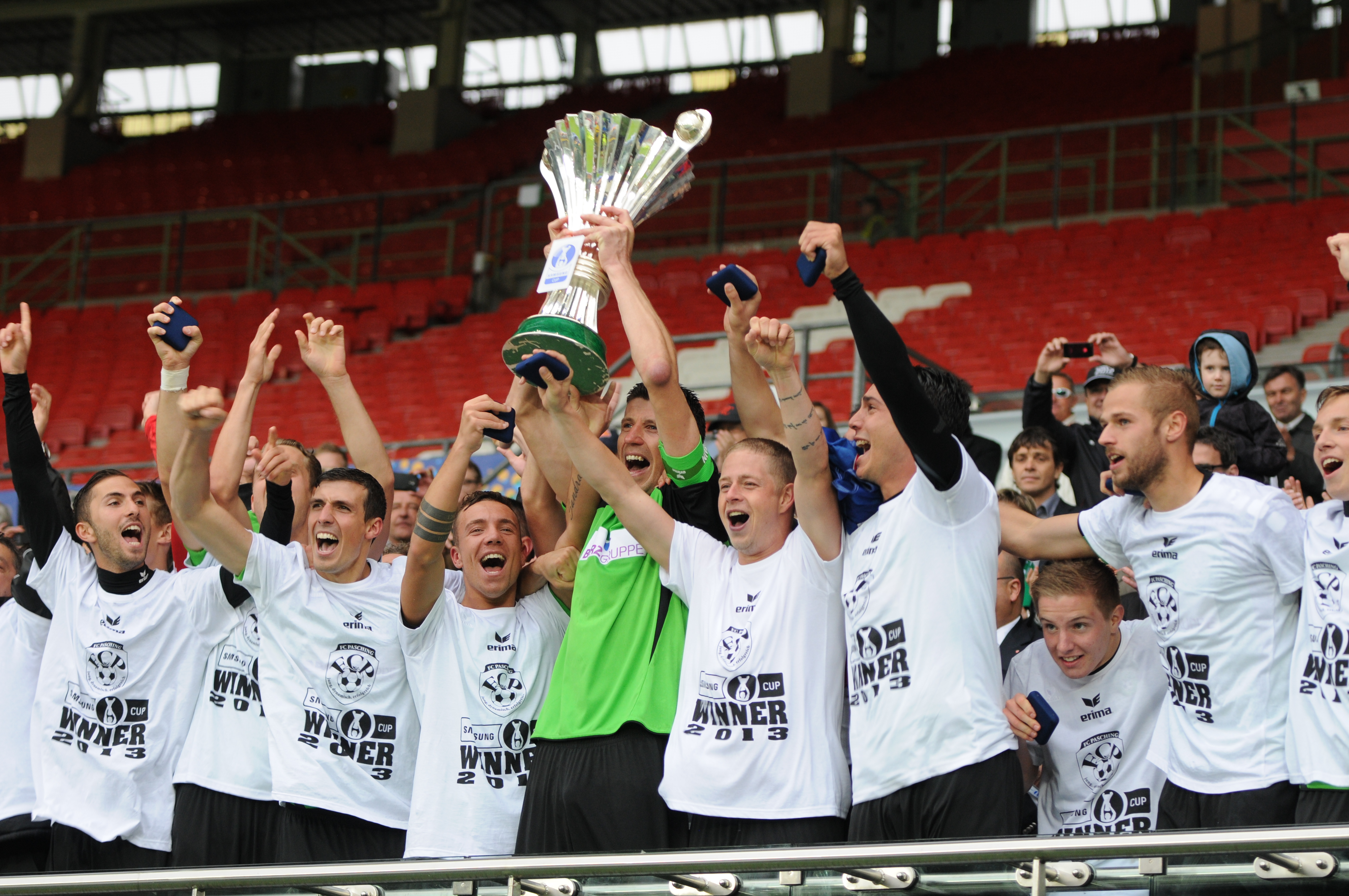
I giocatori festeggiano la conquista della ÖFB-Cup 2012-2013

Nelle stagioni 2010-2011 e 2011-2012 il Pasching si stabilizzò in Regionalliga, concludendo rispettivamente al 6º e 12º posto il campionato. Nell'estate 2011 la Superfund cessò di essere lo sponsor e partner principale del club, che entrò invece nell'orbita della Red Bull, siglando un patto di cooperazione con il Salisburgo nel 2012. La salvezza, però, è sofferta e giunge soltanto con la clamorosa vittoria sul Grazer AK nell'ultima giornata, un 8-0 non privo di polemiche in quanto, sino a quel momento, i Roten teufeln avevano subito solo 21 reti in 29 partite di campionato.
La stagione 2012-2013 vede nuovamente il Pasching ai nastri di partenza di Regionalliga. Durante la stagione i nero-verdi lottano col LASK Linz per il primato e, alla pausa invernale, sono campioni d'inverno con 4 punti di vantaggio. Contemporaneamente, il Pasching prosegue nella coppa nazionale dove, dopo aver eliminato nei primi tre turni due squadre di Regionalliga (Austria Salisburgo e Austria Klagenfurt) ed una di Erste Liga (Austria Lustenau), nei quarti di finale supera il Rapid Vienna in trasferta (1-0), guadagnandosi l'accesso alla semifinale. Quindi elimina i detentori del trofeo, il Salisburgo, vincendo in rimonta per 2-1 e qualificandosi per la finale del 30 maggio contro i campioni nazionali dell'Austria Vienna.
All'Ernst Happel Stadion, i violette partono decisamente favoriti, ma dopo un primo tempo a reti inviolate, il gol di Daniel Sobkova al 47º minuto porta il Pasching in vantaggio. I viennesi non riescono a rimontare e consegnano così la coppa ai nero-verdi, prima formazione capace di imporsi nel torneo partendo dalla terza divisione, nonché la prima non della massima serie a vincere la coppa dal Kärnten del 2000-2001. Questa vittoria consente inoltre al Pasching di iscriversi all'Europa League 2013-2014, partendo dal terzo turno preliminare, dove però viene sconfitta per 2-0 e 2-1 dall'Estoril Praia
.

### LASK Juniors OÖ
Nel 2014 terminò l'accordo di sponsorizzazione con la Red Bull e nel giugno dello stesso anno il club stipulo un accordo di partnership con il LASK Linz, nel frattempo promosso in Bundesliga, diventandone la squadra filiale. In vista della stagione 2014-2015 cambiò nome in SPG FC Pasching/LASK Juniors e perse la possibilità di ottenere la promozione nella serie superiore. Nelle successive tre stagioni si classificò rispettivamente al 9º, 5º e 14º posto e prima dell'inizio del torneo 2017-2018 fu rinominato LASK Juniors OÖ.

### FC Juniors OÖ
Dopo aver concluso il campionato al 4º posto nel girone di Regionalliga Mitte, posizione utile per la promozione in Erste Liga, il club sciolse l'accordo di partnership con il LASK diventando un club indipendente, continuando comunque a cooperare con la società bianconera. In vista della stagione 2018-2019 cambiò nome in FC Juniors OÖ.
Nel 2022 la squadra entra in crisi e rientra nell'orbita del LASK, divenendo il LASK Amateure OÖ.

## Cronistoria del nome
- FC Pasching: (2007-2014) Nome della società fondata dopo il trasferimento dell'ASKÖ Pasching a Klagenfurt.
- FC Pasching/LASK Juniors: (2014-2017) Nome assunto dopo l'accordo di partnership con il LASK.
- LASK Juniors OÖ: (2017-2018) Rebranding.
- FC Juniors OÖ: (2018-2022) Nome assunto dopo la promozione in Erste Liga e la fine dell'accordo con il LASK.

## Stadio
Il club gioca le partite casalinghe nell'impianto del Waldstadion. Lo stadio fu costruito nel 1990 e, sino al 2007, aveva ospitato il Pasching "originale". Possiede 7 152 posti, 5 061 dei quali a sedere.

## Allenatori
- 2007-2012  Helmut Wartinger
- 2012-2013  Gerald Baumgartner

## Divise degli anni precedenti
| 2012-2013 H | 2012-2013 A |

## Palmarès

### Competizioni nazionali
- Coppa d'Austria: 1

2012-2013

### Competizioni regionali
- Campionato di Landesliga: 1

2007-2008
- Campionato dell'Alta Austria: 1

2008-2009

## Rosa 2020-2021
Rosa aggiornata al 5 ottobre 2020.
| N. |                     | Ruolo | Calciatore         |
| -- | ------------------- | ----- | ------------------ |
| 1  | Austria (bandiera)  | P     | Tobias Lawal       |
| 3  | Austria (bandiera)  | D     | Erwin Softic       |
| 5  | Serbia (bandiera)   | D     | Filip Bačkulja     |
| 6  | Germania (bandiera) | C     | Daniel Jelisic     |
| 7  | Austria (bandiera)  | A     | René Gartler       |
| 8  | Colombia (bandiera) | C     | Fredy Valencia     |
| 12 | Austria (bandiera)  | D     | Nikolas Polster    |
| 13 | Austria (bandiera)  | D     | Moritz Würdinger   |
| 14 | Austria (bandiera)  | D     | Lukas Burgstaller  |
| 16 | Austria (bandiera)  | D     | Sebastian Kapsamer |
| 17 | Austria (bandiera)  | D     | Benjamin Wallquist |
| 18 | Austria (bandiera)  | C     | Sebastian Wimmer   |
| 19 | Austria (bandiera)  | A     | Marcel Monsberger  |
| 20 | Senegal (bandiera)  | C     | Ibrahima Dramé     |

| N. |                                 | Ruolo | Calciatore          |
| -- | ------------------------------- | ----- | ------------------- |
| 21 | Austria (bandiera)              | P     | Thomas Turner       |
| 22 | Corea del Sud (bandiera)        | C     | In-Pyo Oh           |
| 23 | Corea del Sud (bandiera)        | C     | Hyun-Seok Hong      |
| 24 | Austria (bandiera)              | C     | Florian Aigner      |
| 25 | Austria (bandiera)              | A     | Patrick Plojer      |
| 30 | Croazia (bandiera)              | C     | Fabian Benko        |
| 32 | Svizzera (bandiera)             | D     | Enrique Wild        |
| 34 | Germania (bandiera)             | D     | Jan Boller          |
| 36 | Austria (bandiera)              | P     | Lukas Jungwirth     |
| 37 | Austria (bandiera)              | A     | Alexander Mayr      |
| 38 | Austria (bandiera)              | A     | Alexander Michlmayr |
| 97 | Bosnia ed Erzegovina (bandiera) | C     | Mirsad Sulejmanović |
|    | Giappone (bandiera)             | A     | Keito Nakamura      |

## Rosa 2012-2013
Rosa aggiornata al 31 maggio 2013.
| N. |                    | Ruolo | Calciatore           |
| -- | ------------------ | ----- | -------------------- |
| 1  | Austria (bandiera) | P     | Michael Höfler       |
| 2  | Austria (bandiera) | C     | Davor Rafajac        |
| 3  | Austria (bandiera) | D     | Peter Riedl          |
| 4  | Austria (bandiera) | D     | Manuel Deixler       |
| 5  | Austria (bandiera) | D     | Mark Prettenthaler   |
| 6  | Austria (bandiera) | C     | Daniel Kerschbaumer  |
| 7  | Austria (bandiera) | D     | Alexander Staudecker |
| 8  | Austria (bandiera) | C     | Ali Hamdemir         |
| 9  | Austria (bandiera) | A     | Lukas Mössner        |
| 10 | Austria (bandiera) | A     | Lukas Katnik         |
| 11 | Spagna (bandiera)  | A     | Nacho Casanova       |
| 12 | Austria (bandiera) | D     | Lukas Gabriel        |

| N. |                    | Ruolo | Calciatore            |
| -- | ------------------ | ----- | --------------------- |
| 13 | Austria (bandiera) | C     | Marco Perchtold       |
| 14 | Austria (bandiera) | C     | Kevin Hinterberger    |
| 15 | Austria (bandiera) | D     | Martin Grasegger      |
| 16 | Austria (bandiera) | D     | Thomas Krammer        |
| 17 | Austria (bandiera) | C     | Daniel Sobkova        |
| 18 | Austria (bandiera) | C     | Markus Blutsch        |
| 19 | Austria (bandiera) | D     | Sebastian Zirnitzer   |
| 20 | Croazia (bandiera) | C     | Ivan Kovacec          |
| 21 | Croazia (bandiera) | D     | Davorin Kablar        |
| 22 | Austria (bandiera) | C     | Philipp Schobesberger |
| 23 | Austria (bandiera) | P     | Hans-Peter Berger     |
| 31 | Austria (bandiera) | P     | Manuel Moser          |